# Associació Catalana de Recursos Assistencials
L'Associació Catalana de Recursos Assistencials (ACRA), és una organització empresarial sense ànim de lucre, fundada el 1989, que agrupa la majoria d’empreses i entitats del sector de l’assistència a la gent gran a Catalunya. ACRA agrupa entitats i empreses dedicades a prestar recursos assistencials a tot Catalunya, com residències assistides, centres de dia, centres sociosanitaris, hospitals de dia, habitatges tutelats, tuteles, ajuda a domicili, tecnologies de suport i cura o teleassistència. El 2017 la patronal agrupava 440 entitats i oferia 37.000 places de finançament públic. El 2011 i el 2017 la presidenta era Cinta Pascual.